# Sheri Hagen
Sheri Hagen (* 1968 in Lagos) ist eine deutsche Schauspielerin, Autorin, Regisseurin und Filmproduzentin mit nigerianischen Wurzeln.

## Leben
Sheri Hagen wurde in Lagos geboren, wuchs in Hamburg auf und lebt seit Mitte der 1990er Jahre in Berlin; ihre Muttersprache ist Deutsch. Ursprünglich wollte sie Ärztin werden, als sie jedoch eine Freundin zu einem Vorsprechen für ein Musical-Projekt begleitete, wurden beide engagiert. Ihre schauspielerische Ausbildung erhielt Hagen von 1991 bis 1994 am Theater an der Wien. Von 2010 bis 2012 spielte sie an der Berliner Vaganten Bühne, in der Spielzeit 2013/14 im Ballhaus Naunynstraße.
Hagen arbeitet überwiegend vor der Kamera. Nach ihrem Fernsehdebüt in einer Folge der Serie Praxis Bülowbogen ist sie seit 1995 in zahlreichen Produktionen zu sehen gewesen, so mehrfach im Tatort, sowie in weiteren Serien wie Der Landarzt, Siska oder Bella Block. Sie spielte ferner in Filmen wie Baal nach dem gleichnamigen Theaterstück von Bertolt Brecht, Das Leben der Anderen oder als US-amerikanische Außenministerin Condoleezza Rice in dem ZDF-Zweiteiler Deutschlandspiel.
Daneben realisiert Hagen eigene Projekte als Autorin, Regisseurin und Produzentin, darunter 2012 den ausgezeichneten Kinofilm Auf den zweiten Blick, in dem neben anderen Michael Klammer, Pierre Sanoussi-Bliss und Ingo Naujoks spielten. 2018 kam ihr Film Fenster Blau, eine Adaption des Theaterstückes Muttermale Fenster Blau von Marianna Salzmann, in die Kinos. Mit der Equality Film GmbH hat Hagen in Berlin eine eigene Filmproduktionsgesellschaft.

## Filmographie (Auswahl)
- 1995: Praxis Bülowbogen – Alles brave Bürger hier
- 1995: Der Clan der Anna Voss
- 1996: Tatort: Lockvögel (Fernsehreihe)
- 1996: Auf Achse – Nichts als Ärger mit dem Kind
- 1996: Faust – Auf Sendung
- 1996: Der Landarzt – Ansteckungsgefahr
- 1996: Der Alte – Der Lebensretter
- 1997: Verdammtes Glück
- 1997–1998: Leinen los für MS Königstein (3 Folgen als Tina)
- 1998: Single sucht Nachwuchs
- 1998: Einsatz Hamburg Süd – Schutz
- 1999: Drei mit Herz
- 1999: Unter den Palmen
- 1999: Siska – Der Schlüssel zum Mord (Rolle: Elke Maiwald)
- 2000: Ben & Maria – Liebe auf den zweiten Blick
- 2000: Liebesengel
- 2000: Harte Jungs und weiche Windeln
- 2000: Deutschlandspiel
- 2000: Siska – Herrn Lohmanns gesammelte Mörder (Rolle: Helene Krug)
- 2002: Ein Albtraum von 3 1/2 Kilo
- 2004: Baal
- 2004: Siska – Morgen bist du tot (Rolle: Dagmar Schroth)
- 2005: Wo bleibst du, Baby?
- 2005: Ein Koala-Bär allein zu Haus
- 2005: Tatort: Minenspiel (Fernsehreihe)
- 2005: Tatort: Leiden wie ein Tier (Fernsehreihe)
- 2006: Das Leben der Anderen
- 2006: Tatort: Tod aus Afrika (Fernsehreihe)
- 2006: Beim nächsten Kind wird alles anders
- 2007: Sperling und die kalte Angst (Fernsehreihe)
- 2007: R. I. S. – Die Sprache der Toten – Traumatisiert
- 2009: Vulkan
- 2009: Tatort: Das Gespenst (Fernsehreihe)
- 2012: Auf den zweiten Blick (Regie)
- 2012: Die Männer der Emden
- 2012: Flemming – Der Sinn des Lebens
- 2013: Bella Block: Angeklagt
- 2014: Die Schlikkerfrauen
- 2015: Der Äthiopier
- 2016: Der Alte – Paradiesvogel
- 2017: SOKO Leipzig – Melodie des Todes
- 2017: Die Luther Matrix
- 2017: SOKO Stuttgart – Melodie des Todes
- 2019: Herr und Frau Bulle: Totentanz
- 2021: Biohackers
- 2021: Der Zürich-Krimi: Borchert und der Mord im Taxi
- 2021: Nie zu spät
- 2022: WaPo Bodensee – Speed
- 2023: Kommissarin Lucas – Du bist mein (Fernsehreihe)
- 2023: Tatort: Verborgen (Fernsehreihe)
- 2025: Morden im Norden – Das Ende vom Lied

## Eigene Projekte
- 2007: Stella und die Störche (Kurzfilm, als Autorin, Regisseurin, Produzentin und Darstellerin)
- 2013: Auf den zweiten Blick (Kinofilm, als Autorin, Regisseurin und Produzentin)
- 2015: Simply Different (Kurzfilm, als Autorin, Regisseurin, Produzentin und Darstellerin)
- 2017: Fenster Blau (Kinofilm, als Autorin, Regisseurin und Produzentin)

## Auszeichnungen
- 2012: Schreibtisch am Meer für Auf den zweiten Blick
- 2013: Preisträger beim Kirchlichen Filmfestival Recklinghausen für Auf den zweiten Blick